# Ànec arbori de capell
L'ànec arbori de capell (Dendrocygna arcuata) és una espècie d'ocell de la família dels anàtids (Anatidae), que habita llacunes, pantans i praderies empantanegades a les illes majors de la Sonda (Borneo, Sumatra incloent illes properes com ara Nias, Java), Sulawesi amb les Talaud, illes menors de la Sonda (Bali, Flores, Sumba, Roti, illa de Timor), Filipines, Nova Guinea, Nova Bretanya, Austràlia septentrional des d'Austràlia Occidental, cap a l'est, fins al nord de Queensland. Extint a Nova Caledònia i Fiji.